# ビショップ環

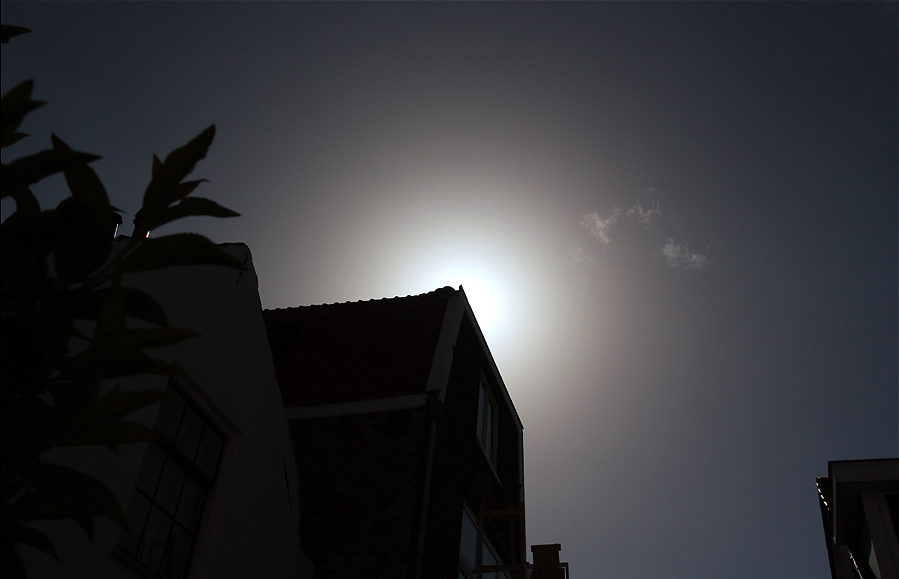
2010年5月エイヤフィヤトラヨークトルの噴火後にオランダで撮影されたビショップ環

ビショップ環（英語: Bishop's ring）は、大きな火山噴火の後に観測される、太陽あるいは月を中心とする白っぽい環であり、環の内側の空は青っぽく、環の外側の空は赤っぽい。環の視半径は約10～20度で、ふつうの光冠やオーレオールの2倍以上もある｡ ビショップの輪（-わ）とも呼ばれる。 
ビショップ環の色はあまりはっきりしないもので、特に月の周りに見られる環の場合はかすかであり、ぼんやりとした赤い環だけが見えることが多い｡
これは上空に存在する火山由来のきわめて微細な塵の雲を通過した光が回折されることによって起こる光冠現象の一種である。とくに、火山灰が成層圏まで達すると速く拡散するため、観測される範囲が広くなる。
ビショップ環の名前は、1883年のクラカタウの噴火の際に、ハワイのビショップ (S. E. Bishop) 牧師により初めて観察・記録されたことに由来する。これ以降の大規模な火山噴火でもたびたび観測されており、最近では1991年のピナトゥボ山噴火の際に観測された。
ちなみに、大規模な火山噴火の際は、同様に上空の火山灰の影響によって太陽の光が散乱され、朝焼けや夕焼けが鮮やかで鮮明になる現象が観測される。